# Božji mir
Mir Božji (latinski:Pax Dei), ponekad navođen i kao Mir i primirje Boga je naziv za društveni pokret koji se, djelomično pod okriljem Rimokatoličke crkve, razvio u srednjovjekovnoj Europi, i koristeći duhovne sankcije nastojao ograničiti ratovanje i nasilje koje je bilo karakteristično za tadašnje feudalno društvo. Povjesničari njegove začetke pronalaze u južnoj Francuskoj 989. godine, a u određenim oblicima se održao sve do 13. stoljeća.
Mir Božji se obično proglašavao tako što bi crkveni velikodostojnici, najčešće opati samostana, sazivali velike narodne skupštine na otvorenom, na kome su osim seljaka bili pozivani i plemići; na njima bi se izlagale relikvije svetaca i sudionici pozivali da se, pod prijetnjom svetačke kazne, zaklinju kako nikada neće nauditi svećenicima, siromašnima, ženama ili djeci. Prekršiteljima zakletve je prijetila ekskomunikacija, ali su je u nekim slučajevima mogli izbjeći preko materijalne kompenzacije žrtvama. 
Širenju pokreta je značajno pomogla opatija Cluny, a njegove aktivnosti su bile blisko vezane za klinijevske reforme u 11. stoljeću. 
Većina povjesničara drži da je pokret imao tek ograničene uspjehe u zaustavljanju nasilja, a o čemu svjedoči da su se zakletve i sinodi Mira Božjeg morali ponavljati svakih deset godina. 
Uz Mir Božji je vezan i koncept Primirje Božje (Treuga Dei), kojim su se feudalci i njihovi vitezi obavezivali na primirje, odnosno uzdržavanje od vojnih operacija nedjeljom, na kršćanske blagdane ili za vrijeme korizme.